# Persicaria salicifolia
Persicaria salicifolia är en slideväxtart. Persicaria salicifolia ingår i släktet pilörter, och familjen slideväxter.

## Underarter
Arten delas in i följande underarter:
- P. s. mambillensis
- P. s. salicifolia